# ラオディケ6世
ラオディケ6世 (ラオディケ6せい、Laodice VI、ギリシア語: Λαοδίκη ΣΤ΄、紀元前115年から113年に死去）は、セレウコス朝の王女で、ポントス王国の王妃。

## 生涯
ラオディケ6世は、アンティオコス4世エピファネスとラオディケ4世の兄弟姉妹婚で産まれた娘だった。
紀元前152年より後に、ラオディケ6世は紀元前150年から120年にポントス王として君臨したミトリダテス5世と結婚した。ラオディケ6世は、ミトリダテス5世との間にミトリダテス6世とラオディケを含む7人の子供を産んだ。
ミトリダテス5世は、紀元前120年にスィノプで宴会中に毒殺された。